# Затёк
Затёк — локальное скопление жидкости в тканях, расположенное на некотором удалении от вызвавшего его очага патологии и имеющее с ним некоторое сообщение.

## Разновидности
Затёки бывают кровяными, мочевыми, ликворными и гнойными.
Гнойные затёки считаются самыми часто встречающимися и могут вызывать серьёзные осложнения (например — сепсис). Их развитие связывают с неопорожнением или недостаточным дренажем источников острого гнойного воспаления, при этом распространение гнойного экссудата происходит преимущественно по мышечным щелям и клетчаточным пространствам под действием силы тяжести, что позволяет ему проникать на значительное удаление от первичного очага, создавая там разного рода инфильтраты и абсцессы.
Кровяные затёки образуются как следствие переломов костей.
Ликворный затёк с цереброспинальной жидкостью может возникнуть из-за вскрытия спинномозговых оболочек.
Мочевой затёк связан с пропитыванием мочой мягких тканей, окружающих почки и мочевые пути при их повреждениях.